# Teniente coronel
Teniente coronel es un rango militar. Generalmente el inmediato superior al rango de mayor (comandante en algunos países) e inferior al de coronel. Este grado existe en el 
ejército de tierra y en la fuerza aérea. Su equivalente en la armada es capitán de fragata. Las funciones del teniente coronel suelen ser mandar batallones. En algunos países están al mando de cuarteles y comisarías. El ascenso de mayor a teniente coronel se realiza por selección (méritos).
En el ámbito de los países que forman parte de la OTAN, al grado de teniente coronel le corresponde el código OF-4 según la norma STANAG 2116 que estandariza los grados del personal militar.

## Alemania
El rango alemán Oberstleutnant es equivalente a teniente coronel.
| Rango inferior | Idioma original  | Rango superior |
| Mayor          | Teniente coronel | Coronel        |

## Argentina
En Argentina, este es el grado que sigue al de mayor y precede al de coronel en el Ejército. Este grado equivale al de capitán de fragata para la Armada, y al de vicecomodoro para la Fuerza Aérea. Su insignia se conforma con dos soles dorados de fondo negro. Tanto el teniente coronel como el mayor son oficiales jefes. En la Gendarmería Nacional es equivalente al grado de comandante principal (que sigue al de comandante (mayor) y precede al de comandante mayor (coronel).

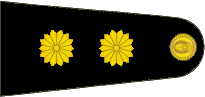
Insignia de teniente coronel del Ejército Argentino.

## Brasil
En Brasil, teniente coronel es el grado que sigue al de mayor y precede al de coronel en el Ejército Brasileño y en la Fuerza Aérea Brasileña. Este rango equivale al de capitán de fragata para la Marina de Brasil.

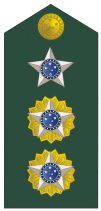
Insignia de teniente coronel del Ejército Brasileño.
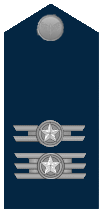
Insignia de teniente coronel de la Fuerza Aérea Brasileña.
Insignia de capitán de fragata de la Marina de Brasil.

## Chile
En Chile, el grado de teniente coronel pertenece a la categoría de oficiales jefes; este se identifica (en la tenida formal) con un galón con una trenza dorada y dos estrellas plateadas sobre ella. Este galón se coloca sobre el hombro desde el cuello en dirección al brazo. En la tenida de combate, el comandante lleva un parche verde con una línea y dos estrellas negras pegado en el cuello de la camisa.
Al teniente coronel también se le conoce como comandante, y es el término con el que se le debe tratar. Un comandante suele comandar desde un batallón hasta un regimiento pequeño.
Para llegar al grado de teniente coronel se deben tener al menos 22 años en la institución. En caso de haber cursado exitosamente la especialidad primaria en alguna de las academias militares, se puede seguir ascendiendo a coronel. De no ser así, la jubilación es obligatoria tras el grado de teniente coronel. 
En la Fuerza Aérea de Chile (FACH), este grado equivale al de comandante de grupo y utiliza tres galones azules o celestes en la bocamanga de la guerrera o camisa. Los tres galones son de 16 mm; encima de ellos va una estrella azul.
En la Armada de Chile, equivale al de capitán de fragata, que ostenta tres galones dorados en la bocamanga, todos ellos de 14 mm; encima de los tres galones va una estrella dorada.
En el caso de Carabineros de Chile se ostenta el mismo galón sólo reemplazando la trenza dorada por una plateada. En uniforme de combate usa exactamente el mismo distintivo que sus pares del ejército.
En la Gendarmería de Chile el grado de teniente coronel en lo referente a su simbología utiliza actualmente galones con forma de presilla trenzada con dos estrellas plateadas brillantes al igual que el Ejército y Carabineros, pero el diseño tiene los colores verde boldo y blanco. Se han utilizado varios distintivos de grados diferentes a lo largo de la historia de Gendarmería, desde la creación de la institución se usaron presillas trenzadas doradas con dos estrellas idénticas a las del Ejército, pero luego durante los años ochenta en la dictadura militar de Augusto Pinochet se implementó el empleo de galones tipo pala verde boldo y encima de los galones se usaba una barra plateada opaca con forma de castillo seguida de dos estrellas del mismo color y material en los hombros.
| Rango           | Ejército de Chile | Armada de Chile    | Fuerza Aérea de Chile | Carabineros de Chile | Gendarmería de Chile |
| --------------- | ----------------- | ------------------ | --------------------- | -------------------- | -------------------- |
| Oficiales Jefes | Teniente coronel  | Capitán de fragata | Comandante de grupo   | Teniente coronel     | Teniente coronel     |
|                 |                   |                    |                       |                      |                      |

## Colombia
El teniente coronel es el segundo grado de los oficiales superiores de la Fuerzas Militares. Para ascender al rango o grado de teniente coronel, los mayores deben haber ejercido su cargo por 5 años y aprobar el curso que el gobierno colombiano tiene destinado. 
(Ejército, Armada y Fuerza Aérea y la Policía Nacional). En el Ejército se simboliza con una barra vertical con una estrella a cada lado; su equivalente en los de la carrera naval de la Armada es el de Capitán de fragata.En la Policía se simboliza con dos barras verticales y dos ramas de laurel unidas en forma semicircular. 
Grado inmediatamente superior al de mayor. Estatutariamente, el grado dura cinco años, antes de que el oficial pueda ser promovido al grado de coronel.

Insignia Teniente coronel del Ejército
Insignia de Teniente coronel (Infantería de Marina)/Capitán de Fragata de la Armada
Insignia de Teniente Coronel de la Fuerza Aérea.
insignia o hombrera de Teniente Coronel de la Policía Nacional

## España
En España, en los ejércitos de Tierra, Aire y dentro de la Armada en los cuerpos de Infantería de Marina e Intendencia, el grado de teniente coronel se encuentra incluido en la categoría de oficiales (antiguamente subcategoría de jefes u oficiales superiores) que comprende los empleos de comandante a coronel, ambos incluidos. Se asciende por el sistema selección según su escala y su distintivo son 2 estrellas de 8 puntas. Es el inmediato superior al comandante e inferior al coronel y la unidad que manda es el batallón o grupo (en Caballería y Artillería). En la Guardia Civil está al mando de una provincia (comandancia) y bajo el mando del coronel o general de brigada, que manda la comunidad autónoma (zona). En la Policía Nacional su equivalente es Comisario, que es el funcionario policial con mando sobre una provincia. 
En la Armada, el grado equivalente al teniente coronel es el de capitán de fragata.

Divisa teniente coronel Ejército de Tierra.
Divisa capitán fragata Armada.
Divisa teniente coronel Infantería de Marina.
Divisa teniente coronel Ejército del Aire y del Espacio.
Divisa teniente coronel Guardia Civil.

## Estados Unidos
En los Estados Unidos, este es el grado que sigue al de mayor y precede al de coronel en el Ejército, la Fuerza Aérea y el Cuerpo de Marines, al igual que en las Guardias Nacionales de los Estados que componen esa nación. Este rango equivale al de comandante para la armada.

## El Salvador
Igual que en los Estados Unidos, este es el grado que sigue al de mayor y precede al de coronel en el Ejército, la Fuerza Aérea y la Infantería de Marina. Este rango equivale al de comandante para la armada.

## México
En México, el teniente coronel pertenece a la categoría de jefes; tiene esta denominación en el Ejército y en la Fuerza Aérea, mientras que en la Armada es equivalente al capitán de fragata. En el Ejército y Fuerza Aérea su insignia son dos estrellas de cinco puntas doradas.

## Perú
En Perú, es el quinto grado de la jerarquía del Oficial en el Ejército. Usualmente en el Ejército se le llama comandante. 

## Venezuela
En Venezuela, el distintivo son dos estrellas doradas con una rama de olivo, y se encuentra en el grupo de oficiales Superiores, por encima y superior al mayor e inferior al coronel. Este rango se encuentra en el Ejército, Aviación, Armada, Guardia Nacional y Milicia Nacional, y el equivalente en la Armada es el capitán de fragata.
| Ejército Nacional Bolivariano de Venezuela | Aviación Militar Bolivariana de Venezuela |
| ------------------------------------------ | ----------------------------------------- |
|                                            |                                           |

## Nombre/equivalentes en otros países
- Alemania: "Oberstleutnant"
- China: "中校"
- Francia: "Lieutenant-colonel"
- Italia: "Tenente Colonnello"
- Japón: "中佐"
- Rusia: "подполковник"
- Yugoslavia/ Croacia/ Bosnia y Herzegovina/ Serbia:"Potpukovnik/Потпуковник"